# Dashmina Upazila
Dashmina Upazila är ett underdistrikt i Bangladesh. Det ligger i den södra delen av landet, 160 km söder om huvudstaden Dhaka.
Runt Dashmina Upazila är det mycket tätbefolkat, med 1 095 invånare per kvadratkilometer.